# هيرمينغيلدو دي بريتو كابيلو
هيرمينغيلدو دي بريتو كابيلو (بالإنجليزية: Hermenegildo Capelo)‏ كان ضابطًا في البحرية البرتغالية ومستكشفًا برتغاليًا.